# Lac supraglaciaire
Ne doit pas être confondu avec Lac glaciaire, Lac proglaciaire ou Lac périglaciaire.

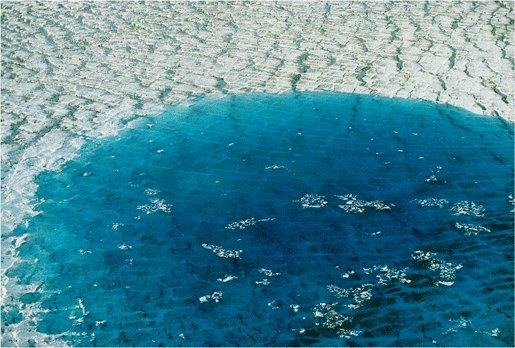
Un lac supraglaciaire à la surface du glacier de Béring en 1995.

Un lac supraglaciaire est une étendue d'eau à la surface d'un glacier.  Bien que ces étendues soient éphémères, elles peuvent atteindre plusieurs kilomètres de diamètre et plusieurs mètres de profondeur. Elles peuvent perdurer plusieurs mois voire parfois une décennie, mais peuvent se vider en quelques heures.

## Durée de vie
Ces lacs peuvent être créés par la fonte de la glace de surface durant les mois d'été, ou sur plusieurs années par les précipitations, comme les moussons.
Ils peuvent disparaître en débordant du glacier ou en créant une crevasse.

## Effets sur les masses de glace
Les lacs d'un diamètre supérieur à 300 m peuvent créer des crevasses remplies de liquide à l'interface glacer/lit.
Quand ces crevasses se forment, cela peut prendre de 2 à 18 h pour vider un lac, l'approvisionnement en eau chaude à la base du glacier provoquant la lubrification du lit et permettant au glacier de bouger. Le débit de vidage d'un tel lac est équivalent à celui des chutes du Niagara. De telles crevasses, lorsqu'elle se forment sur la banquise, peuvent pénétrer jusqu'à l'océan sous-jacent et contribuer à l'éclatement de la banquise.
Les lacs supraglaciaires ont aussi un effet réchauffant sur les glaciers. Ayant un albedo plus faible que la glace, l'eau absorbe plus d'énergie solaire, créant un réchauffement de l'eau et une fonte (potentielle) plus importante.
 Voir l'article en anglais Ice-sheet dynamics pour en savoir plus sur l'importance des lacs supraglaciaires sur le mouvement des glaces.

## Contexte
Les lacs supraglaciaires peuvent exister dans toutes les zones couvertes de  glace.
Les glaciers en recul de l'Himalaya produisent de vastes lacs à longue vie, de plusieurs kilomètres de diamètre et de dizaines de mètres de profondeur. Ceux-ci peuvent être délimités par des moraines, et certains sont assez profonds pour avoir une densité stratifiée.
La plupart croissent depuis les années 1950 ; les glaciers sont en recul constant depuis lors.
Une prolifération de lacs supraglaciaires a précédé l'effondrement du plateau de glace Larsen B en Antarctique, événements qui pourraient être connectés.
De tels lacs sont aussi communs au Groenland, où on a récemment[Quand ?] compris qu'ils étaient d'importants contributeurs au mouvement de la glace.

## Sédiments

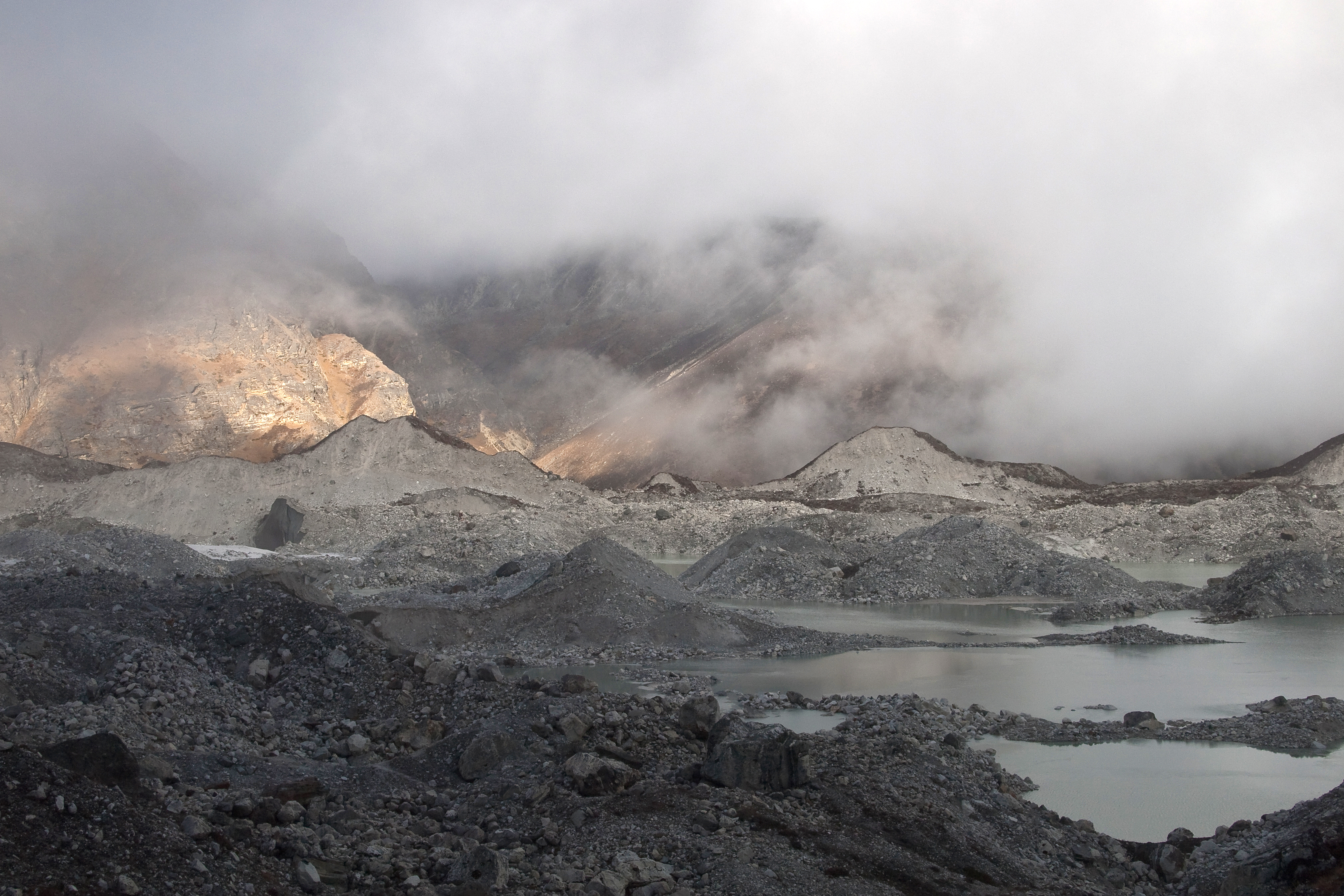
Ngozumpa

Des particules sédimentaires s'accumulent souvent dans les lacs supraglaciaires ; elles sont lavées par l'eau de fonte ou l'eau de pluie qui alimente les lacs. La nature des sédiments dépend de la source de l'eau du lac (issue de la fonte de glace préexistante ou non) et de leur localisation (distance par rapport à la rive du lac et le glacier).  La quantité de dépôt à la surface du glacier a également un effet important.  Naturellement, les lacs ayant une longue durée de vie ont un enregistrement sédimentaire différent des étendues d'eau à durée de vie plus courte.
Les sédiments sont principalement des fragments grossiers (sable grossier / gravier), et le taux d'accumulation peut être immense : jusqu'à 1 mètre par an, près des rives des grands lacs .
Lors de la fusion du glacier, les dépôts peuvent être conservés comme superglacial till (moraine supraglaciaire).

## Effet du réchauffement climatique
On ne sait pas encore[Quand ?] précisément si le réchauffement climatique augmente l'abondance des lacs supraglaciaires. Des recherches à venir espèrent le démontrer.
Cent cinquante photos satellites prises l'été entre 2000 et 2013 ont été examinées par le glaciologue Stewart Jamieson (université de Durham) qui a repéré 7 990 lacs supraglaciaires en Antarctique de l'Est. Ces observations apparaissent préoccupantes pour cette région qui n'était pas vraiment sujette à ce phénomène et qu'on croyait à l'abri du réchauffement ; si c'en est bien la cause. Comme au Groenland, cette eau risque d'accélérer le glissement des glaciers dans l'océan.